# Bélasco
Vous pouvez aider à l'améliorer ou bien discuter des problèmes sur sa page de discussion.
- Il ne s’appuie pas, ou pas assez, sur des sources secondaires ou tertiaires. (Marqué depuis décembre 2021)
- Il contient une ou plusieurs listes. Le texte gagnerait à être rédigé sous la forme d’un ou plusieurs paragraphes synthétiques, afin d’être plus agréable à lire. (Marqué depuis août 2022)
- Son ton est trop promotionnel ou publicitaire, voire hagiographique. Le texte doit adopter un ton neutre et encyclopédique. (Marqué depuis décembre 2021)

- Archive Wikiwix
- Bing
- Cairn
- DuckDuckGo
- E. Universalis
- Gallica
- Google
- G. Books
- G. News
- G. Scholar
- Persée
- Qwant
- (zh) Baidu
- (ru) Yandex
- (wd) trouver des œuvres sur Wikidata

Pour les articles homonymes, voir Belasco.
Bélasco, pseudonyme de Danièle Zeiler, née Pierrette Danielle Louise Chaillier le 23 décembre 1927 à Dijon et morte le 31 janvier 2015 à Paris 18e, est une artiste peintre française d'après-guerre. Issue du courant de l'abstraction lyrique de l'École de Paris, elle a exercé son art dans le domaine de la mode et de la peinture abstraite, exposant dans une vingtaine de pays.

## Biographie

### Enfance et formation
Née Pierrette Danièle Louise Chaillier en 1927, elle vit avec sa mère, une musicienne et institutrice qui parcourt le monde pour enseigner. Elle fait ses études chez les religieuses. Elle se dirige vers l'apprentissage de l'Art à l’École des Beaux Arts et l'Académie de la Grande-Chaumière.

### Entrée dans le monde de la mode
La Seconde Guerre mondiale perturbe ses premières démarches artistiques. Par nécessité, elle doit se réorienter vers des activités plus lucratives[réf. souhaitée].
En 1948, elle entre dans le domaine de la mode comme dessinatrice et modèle pour le couturier Marcel Rochas, les créatrices de mode Claude Saint-Cyr et Maggy Rouff et le visagiste Fernand Aubry.

### Voyages
Les maisons de couture pour lesquelles elle travaille ayant un rayonnement international, Bélasco est amenée à beaucoup voyager.
En 1956, elle rencontre au Japon Takashi Suzuki qui lui enseigne sa philosophie et les principes de l'abstraction, qui l’amène à modifier sa pratique artistique en y incluant une dimension spirituelle. 

### Mariage
Au cours de ses voyages, elle fait la connaissance de Roger Zeiler, actif dans le domaine des concours internationaux d'élégance et de beauté, président et organisateur de Miss Europe et membre du jury de Miss Univers.
Ils se marient à Saint-Paul-de-Vence en 1956.

### Maturité artistique
Dès lors, Bélasco s'éloigne de la peinture figurative pour se consacrer à l'abstrait où elle oppose souvent le noir et le blanc. « Les grandes compositions graphiques en noir et blanc sont traversées d'une fougue lyrique et comme soulevées d'une mâle énergie, ce qui surprend d'autant plus de la part d'une jeune femme. »
Ses premières expositions attisent la curiosité.

### Reconnaissance internationale

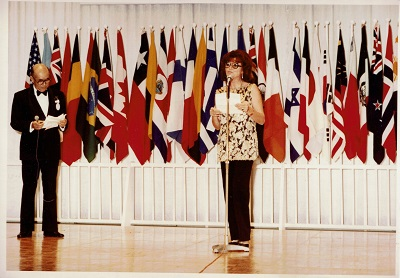
Bélasco, invitée d'honneur à la galerie Mikimoto, Japon.

Durant sa carrière, elle participe à près de 200 expositions privées et de groupe dans une vingtaine de pays différents.

« Bélasco expose dans les plus grands salons […]. La plupart des musées du monde ont acquis ses toiles : Musée d'Art Moderne de Tokyo, du Danemark; Copenhague, Turin, New York. […] Il faut un hasard pour vous apprendre qu'elle expose en même temps ce mois-ci à Houston à la Crawford Gallery, à Londres à la Rotunda Gallery, à Milan à la Galleria d'Arte Cortina. »

Son œuvre est souvent qualifiée de cosmique, dans le milieu de la peinture abstraite lyrique.    

### Mort
Bélasco meurt à Paris le 31 janvier 2015 à l'âge de 87 ans. Elle est inhumée au cimetière parisien de Bagneux (division 35).

## Expositions et salons
« Depuis 1960, Bélasco est connue en France et dans de nombreux pays étrangers. Ses expositions se situent à Paris, Musée d'Art Moderne, Salon Comparaison, Salon Grands et Jeunes, Terres Latines, Salon d’Automne ; au Havre et à Grenoble, les Maisons de la Culture ; aux U.S.A., Whitehouse Galleries (New-York), Galerie du Jonelle (Palm Spring) ; au Japon, Musée d'Art Moderne Ueno et Salon Nikka-Kaï à Tokyo ; au Danemark, Salon Majud- tillingen et Galerie Kasler à Copenhague ; en Italie, Centre de Recherches Esthétiques de Turin, Salon de l'Art Graphique à Ancone. Au printemps de 1971, ce sera Bruxelles… » Jacques Nielloux.
Allemagne
- Galerie Claus Lincke, Düsseldorf, 1978
- Erhangen, exposition de groupe, 1972
- Centre Culturel de Berlin, 1971[10]

Angleterre
- Rotunda Gallery, Londres, 1972-1973
- International Art Exhibition, 1972
- Bertrand Russel Centenary

Belgique
- Exposition à Bruxelles, 1971

Bulgarie
- Musée d'Art Moderne, Sofia, 1980, 1988

Cameroun
- Exposition à Yaoundé et Douala organisée par Cameroun Airline, 1976

Chine
- Musée National de Chine, Pékin, 2001
- Exposition à Shanghai sous le patronage de l'Association des Arts Plastiques, 199
- Musée National des Beaux Arts, Pékin, 1995
- Musée National d'Art Moderne, Pékin, 1994
- Musée des Beaux Arts de Zhejiang, 1994

Danemark
- Salon Majudtillingen, Copenhague, 1967
- Galerie Kasler, Copenhague, 1967
- Hôtel Royal, Copenhague, 1966

États-Unis
- Ambassade de France, Washington, 1991
- La Maison Française de Washington, 1991
- Art 72, Assistant League of Houston, 1972
- International City Bank, New Orleans (Louisiane), 1971
- Crawford Gallery, Houston (Texas), 1970 à 1973
- Galerie du Jonelle, Palm Spring (Californie), 1970
- Exposition de groupe à Pittsburgh, 1969

Finlande
- Galerie Casin Partinen, Helsinki 1973

France
- Crypte de la Salle Polyvalente de l’Église de Bagatelle, Neuilly-sur-Seine, 1999-2000
- Exposition contemporaine au Château de Fontenailles, 1998
- Art Actuel au Palais des Rois de Majorque, Perpignan, 1997
- Festival Arts et Musiques, Marly-le-Roi, 1997
- Salon d'Automne de Nancy, Salle Poirel, 1996
- France-Japon, l'Art Actuel, Port Atrium, 1996
- Association pour la Promotion du Patrimoine Artistique Français, Neuilly-sur-Seine, 1991, 1993
- Biarritz-Saint Petersbourg, Hôtel du Palais, Biarritz, 1993
- Espace Michel Simon, Noisy-le-Grand, 1991
- Salon des Arts de Cholet, Foire et Salon, 1991
- Galerie Pluriel, Deauville, 1991
- 4e Salon des Jardins de la Roquette, 1988
- 26e Salon des Arts Plastiques, Orléans, 1987
- La Collégiale Saint Pierre le Puellier, Orléans, 1987
- Exposition « Les Arts de la Table », Grand-Hôtel, Saint Jean de Luz, 1987[11]
- Palais des Congrès de la Grande Motte, 1986
- Regard sur le Salon d'Automne à Deuil-la-Barre, 1986
- Salon Hautes Études Commerciales à Jouys-en-Josas, 1986, 1987[12]
- Salon International d'Études Romanes, 1985
- Centre Saint-Exupéry de Franconville, 1985
- Salon International de Mérégnac, 1982
- Salon Prestige Saint-Émilion, 1982
- Les Maitres de la peinture contemporaine, Carros
- Maison de la Culture de Grenoble, de 1970 à 1977
- Fondation Prince Pierre de Monaco, Galerie des Ponchettes, 1975[13]
- Fantasmagories, Ezy-sur-Eure, 1972[14],[15]
- Musée Cheret, Nice, 1975 ; Centre Culturel de Limoges, 1972
- Maison de la Culture du Havre, de 1968 à 1972

Paris
- Galerie Arteconte, 2005
- Galerie Elyette Peyre, 2001
- Salon d'Automne de 1967 à 2000 : Grand Palais de 1967 à 1995 - Espace Eiffel-Branly de 1996 à 2000
- Salon Comparaison de 1962 à 2000
- Galerie de Nesle, Exposition Franco-Japonaise, de 1980 à 2000
- Galerie Arcade Colette, Jardins du Palais Royal, 1999
- Mairie de Saint-Mandé, 1999
- Mairie de Vincennes - Exposition France Japon, 1997
- Collaboration au Japan International Artists Society, 1997
- Mairie du 6e Exposition, 1997
- Musée de la Marine (Rives et Rivages), 1996
- Mairie de Saint-Mandé, 1996
- Musée de la Marine, Palais de Chaillot, 1996
- Treizième semaine d'Art Contemporain, Saint-Mandé, 1996
- Musée de la Marine, 1995
- Galerie Climats, 1995
- L'AFMA, Mairie du 10e, 1993
- Multiples Galeries, 1990
- Quintuple Galerie International d'Art, Argenteuil, 1989
- Exposition privée au Grand Palais, Salon d'Automne, octobre 1986
- Paravents Modernes d'Orient et d'Occident, l’Association Prestige de Paris, octobre 1986
- Cercle de l'Union Interalliée, 1986-1988
- Parallèle Franco-Coréen au Centre Culturel Coréen, 1984
- Centre International des Arts de la Table, 1983
- Centre Culturel Coréen, 1983
- Galerie Rä, 1980
- Galerie Simon, 1977-1978
- Palais de la Découverte depuis 1974
- Galerie Drouant, 1970, 1973, 1975, 1977
- Salons Grands et Jeunes, 1969, 1970, 1972
- Terres Latines, de 1965 à 1970
- Galerie Casanova, 1969
- Galeries 21, 1967

Iran
- Palais des Expositions Internationales, Téhéran, décembre 1974 - janvier 1975

Italie
- Centre des Recherches Esthétiques, Turin, de 1969 à 1973
- Galleria d'Arte Cortina, Milan, onze espaces abstraits, 1972-1973
- Salon Annuel de l'Art Graphique Italien, Ancone, 1968

Japon
- Exposition « L'Art Actuel », France-Japon, Galerie Itoya Fukuoka, 2000
- Exposition « À Paris, Cafés d'Artistes et leurs Légendes : Montmartre, Montparnasse, Saint-Germain-des-Prés », dans cinq villes japonaises (Odakyu Museum de Tokyo du 13 octobre au 7 novembre 1999 ; Musée Préfectoral de Mié du 13 novembre au 23 décembre 1999 ; Sogo Museum de Yokohama du 2 au 31 janvier 2000 ; Daimaru Museum Umeda à Osaka du 2 au 21 février 2000 ; Musée de la ville de Takamatsu du 25 février au 26 mars 2000), 1999 à 2000
- Exposition « L'Art Actuel », Japon Matumoto au Centre de la Culture à Tokyo - six nations - l'Espace Omori Bel Port Atrium à Tokyo, 1999
- Centre International de Nagoya, Musée Soguiss, 1999
- Exposition des Artistes Français au Musée des Alpes d'Ina, 1999
- Exposition « L'Art Actuel », France-Japon - six nations - l'Espace Omori Bel Port Atrium à Tokyo, 1996, 1999
- Exposition à l'Hôtel Goven Yama Hills, Tokyo, de 1990 à 1995
- Temple Jyosenji, Tokyo, 1994
- Tokyo Metropolitan Museum, Nikka-Kaï, 1994
- Musée Informel, Nakagawamura, 1994
- Royal Court Gallery, Tokyo, de 1989 à 1993
- « Premiers Chefs-d'œuvre des Grands Maîtres Européens », 1991
- Exposition dans neuf villes japonaises ; Nippon Television Network Corporation - Yomiuri, 1990
- Exposition de groupe de neuf mois, dans huit villes japonaises
- Exposition de groupe dans dix villes japonaises, 1987-1988
- Galerie Mikimoto, Tokyo, 1980
- Salon Nikka-Kaï à Osaka, Nagoya, Kyoto, 1977
- Musée d'Art Moderne Ueno, Tokyo, de 1965 à 1968 et de 1970 à 1977
- Exposition Nikka-Kaï, Tokyo, 1974
- Membre d'honneur du Salon Nikka-Kaï
- Groupe des Huit, Palais de France, 1974
- Exposition « Armand Drouant et ses amis », Palais de France, 1974

Liban
- Musée Nicolas Sursock, Beyrouth, 1993, 1995
- Dar El Fan Gallery, Beyrouth, 1971[16]
- Galerie Almountada, Beyrouth ; salle Airabita Al Sakafia, Tripoli

Luxembourg
- Exposition Synthèse, 1976

Monaco
- Musée National de Monaco, 1988-1989

Pologne
- Palais Zacheta, Varsovie, 1973
- Palais des Expositions Katowice, 1973

Saint-Marin
- Palais des Congrès de Saint-Marin, 1983, 1990

Suisse
- Salle du Conseil, Prangins, 2023[17]

## Titres et distinctions
- Hommage à Bélasco, exposition privée au Grand Palais (salon d'Automne 1986) à Paris
- Médaille d'or au second « Annuale Italiana d'Arte Grafica »
- Sociétaire du Salon d'automne à Paris
- Prix Nikka au musée d'art moderne Ueno à Tokyo
- Médaille d'argent de la Société académique Arts-Sciences-Lettres à Paris
- Membre d'honneur du Salon Nikka-Kaï à Tokyo